# Les Denis Drolet
Pour les articles homonymes, voir Drolet.

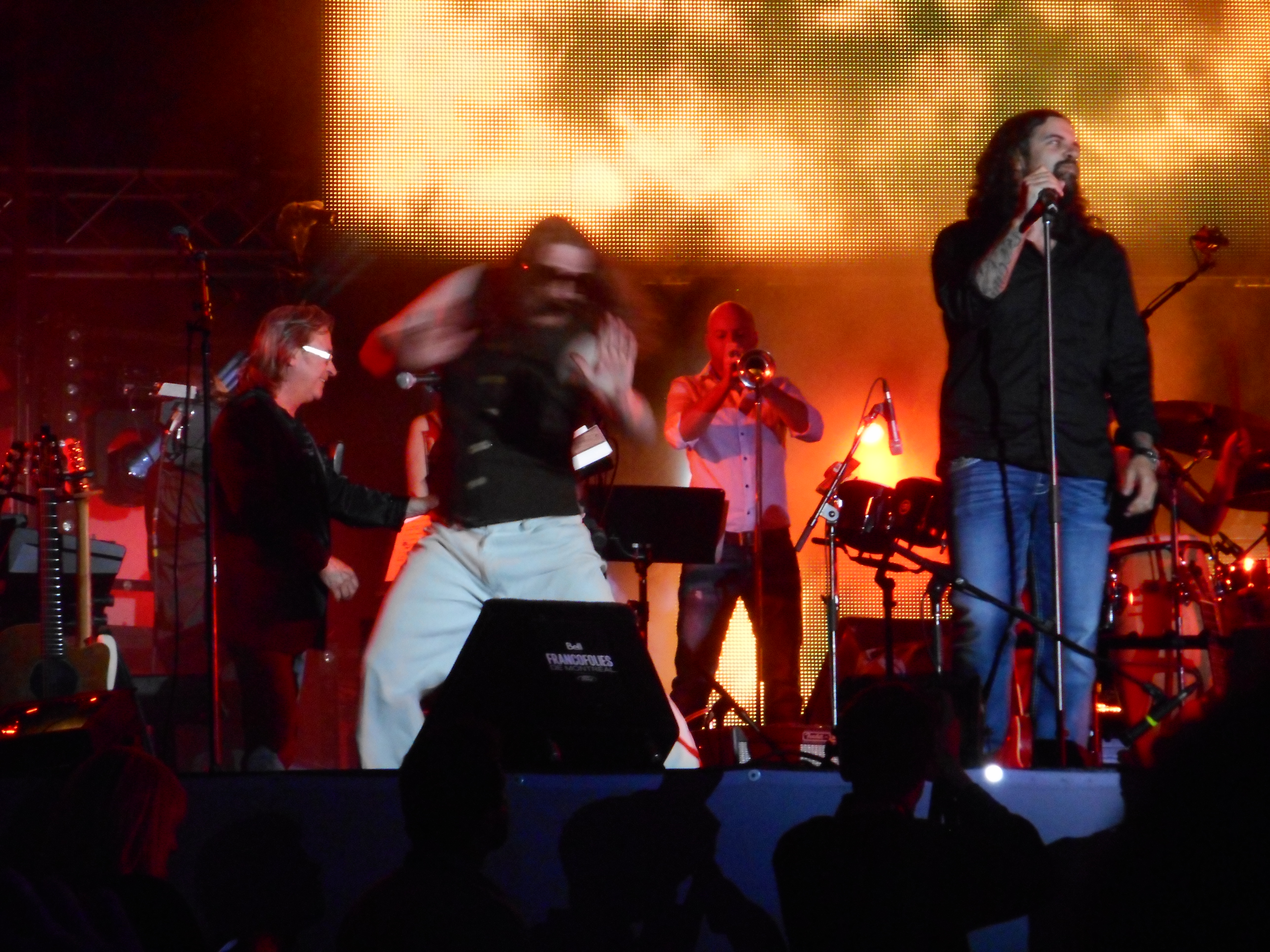
Marc-André Fleury et Sébastien Dubé

Les Denis Drolet sont un duo d'humoristes québécois originaire de Saint-Jérôme, qui donne dans l'humour absurde. Il est composé de Sébastien Dubé (Denis barbu) et de Vincent Léonard (Denis à palettes), tous deux diplômés de l'École Nationale de l'Humour. Les musiciens qui les accompagnent se nomment « Les p'tits jeunes hommes », groupe composé des jumelles Tabarnak, de Grand-Maman Exclusif (ou de la P'tite frimousse) et d'Érik Élektrik. Le danseur des Denis Drolet, Just-to-Buy-my-love, alias Marc-André Fleury, ne parle généralement que dans son propre dialecte.

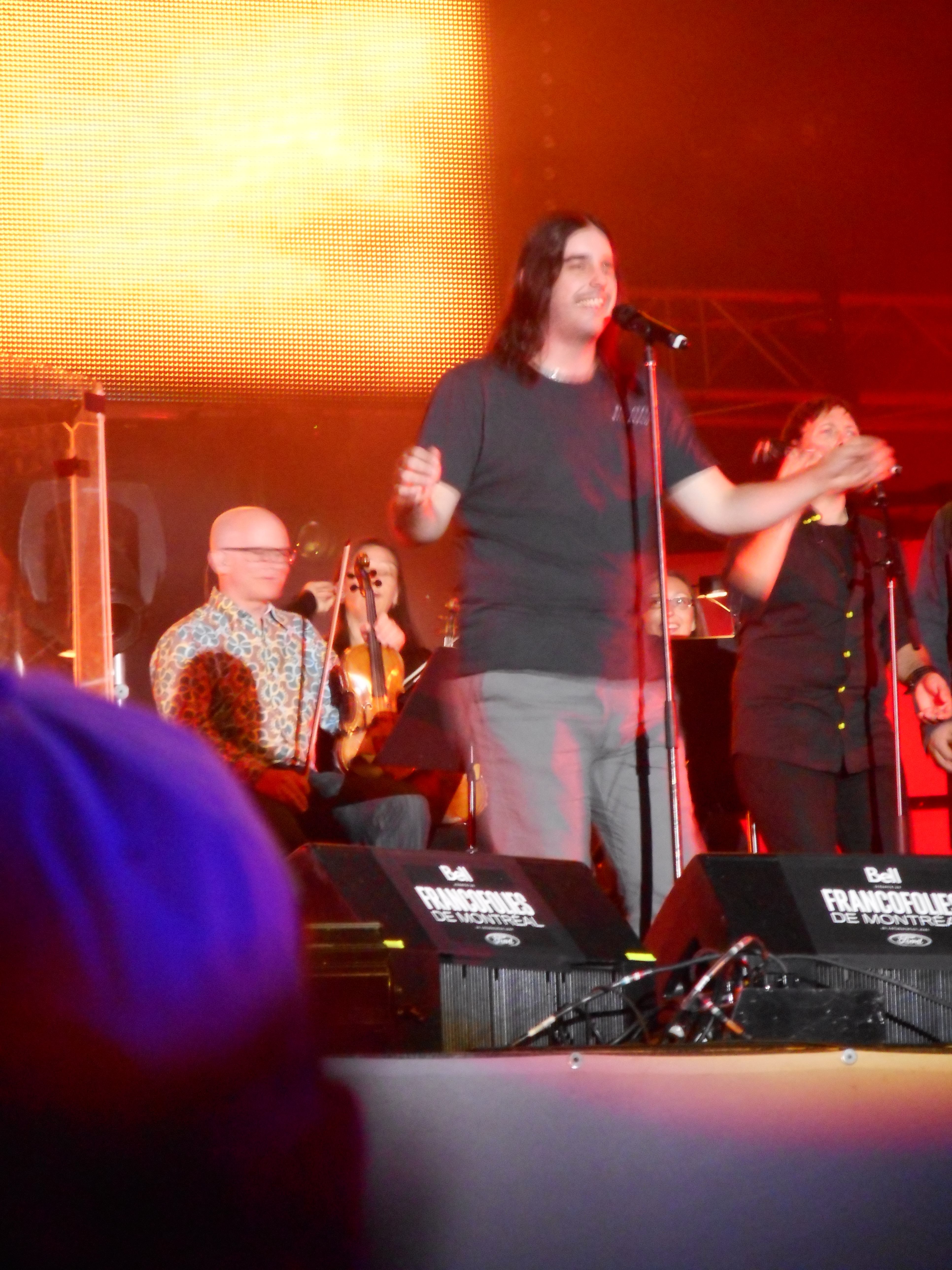
Vincent Léonard

## La popularité de l'humour absurde
Les Denis Drolet sont les pionniers[source secondaire nécessaire] de l'humour absurde depuis leur ascension au Québec au début des années 2000. L'humour absurde québécois étant, selon la tendance populaire, réservée à une élite intellectuelle[réf. souhaitée] qui osait et comprenait le troisième sens de leur humour, les Denis Drolet n'étaient pas acclamés par le public lors de leurs débuts[source insuffisante]. Le name-dropping, le non-sens, l'anti-punch ainsi que leur audace sur scène faisaient en sorte qu'ils n'avaient pas les référents nécessaires pour connecter avec le public[source secondaire nécessaire].
Après le succès[source secondaire nécessaire] de leur chanson Fantastique parue dans leur premier album Les Denis Drolet en 2002, les Denis ont su se faire comprendre en tant que personnages par le public québécois[Quoi ?]. Graduellement, les deux hommes ayant des traits exagérés se montrent comme étant drôlement disjonctés de la réalité pour les adultes, et plus grands que nature pour les enfants. 
En 2012, ils sont les porte-paroles québécois de la campagne publicitaire pour Pepsi.
Le 8 juillet 2019, la société d'État " Loto-Québec ", lance un gratteau à 5 $ qui se nomme « Les Denis Drolet à la fête foraine »[source secondaire nécessaire].
Le 11 décembre 2020, ils lancent leur podcast Rince-crème sur Patreon[source secondaire nécessaire]. En juillet 2023, le duo Vincent Léonard et Sébastien Dubé ont présenté Rince-Crème devant 2900 personnes à la salle Wilfrid-Pelletier de la Place des Arts, accompagnés de leur «fou du roi» Marc-André Fleury (Justo-Buy My-Love). Un an auparavant, ils avaient vendus les 900 billets disponibles, en trois heures, pour leur balado en direct au Théâtre Gilles-Vigneault de Saint-Jérôme.

## Chansons
Sébastien Dubé et Vincent Léonard sont passionnés de musique. Ils ont deux albums originaux à leur actif ; un album paru en 2002 et un deuxième en 2006. 
En 2009, les Denis Drolet sortent leur album Chants de Plume, sur lequel ils reprennent des chansons de Plume Latraverse, une personnalité ayant eu une influence sur leur vie et leur métier.

## Sur scène
Ils ont participé à plusieurs galas Juste pour rire ainsi qu'à des spectacles d'humour. Ils ont d'ailleurs remporté le Félix du meilleur spectacle d'humour de l'année en 2005 pour leur spectacle intitulé Au pays des Denis. Les Denis ont aussi animé une émission intitulée Les Pourris de talent sur les ondes de MusiquePlus entre 2004 et 2005. En 2011, ils débutent la série Entre nous deux sur la chaîne Lib TV de Vidéotron. En 2018, ils partent en tourner pour leur spectacle «En attendant le beau temps». Ce sera leur quatrième et dernier spectacle.

## Tournées
2004 : Au pays des Denis
2007 : Les Droletteries
2012 : Comme du monde
2018 : En attendant le beau temps.

## Vidéographie
2005 : Au pays des Denis (DVD)
2015 : Comme du monde (DVD)

## Livres
Les Denis Drolet, Comme du monde, HOMME, mai 2015, 92 p. (ISBN 9782761942669)

## Séries télévisées
2015-2017 : Comment devenir une légende : Sombre Serge (Sébastien Dubé) et Jean-Merlin (Vincent Léonard)